# Бредаль, Джонни
Джонни Бредаль (дат. Johnny Bredahl, род. 27 августа 1968, Копенгаген, Дания) — датский профессиональный боксёр, призёр чемпионата Европы, чемпион мира среди профессионалов по версиям WBO и WBA.

## Любительская карьера
Бредаль боксировал как любитель и представлял Данию на летних олимпийских играх 1988  в Сеуле, Республика Корея, прежде чем стать профессионалом.

## Профессиональная карьера
В декабре 1988 года Бредаль стал профессионалом, выиграв свой первый бой в отеле Шариот в Копенгагене, когда Бредаль обыграл Гордона Стоби из Англии, победа была по очкам, бой шел в течение шести раундов. Бредаль выиграл семь из своих первых восьми боев подобным образом.
Бредаль выиграл свой первый титульный пояс EBU (European) в легчайшем весе в марте 1992 года с победой в семи раундах над шотландским Донни Худом. Позже в том же году Бредаль выиграл титул WBO, одержав победу над Хосе Квирино.
Первая возможность Бредаля бороться за титул чемпиона мира появилась в декабре 1995 года, когда он бросил вызов Уэйну МакКаллоу из Северной Ирландии за титул чемпиона WBC в легчайшем весе. Тем не менее, Бредал потерпел первое поражение в своей карьере, когда Маккалоу победил Бредала нокаутом в седьмом раунде, и сохранил свой титул.
В следующем бою Бредаль выиграл титул в легком весе по версии IBO, а в июне 1998 года Броди выиграл титул в легком весе WBU, а в мае 1995 года - в легком весе по версии IBC.